# Ovário
Ovário é o órgão onde são produzidos os gametas femininos (células sexuais) tanto nos animais como nas plantas (os seres vivos com órgãos diferenciados), formado por uma região medular rica em vasos e a cortical, onde se localizam os folículos. Eles têm a forma de amêndoa, medindo até 5 cm em seu maior diâmetro e possui uma espessura máxima de 1,5 centímetros.
Sua região medular contém numerosos vasos sanguíneos e regular quantidade de tecido conjuntivo frouxo, e a cortical, onde predominam os folículos ovarianos, contendo os ovócitos.
O ovário começa a se desenvolver ainda na barriga da mãe. 

## Histologia
O ovário possui uma região cortical e uma região medular. No ovário cortical- medular tem uma região hilar, que possuem vasos que saem e entram no órgão. No caso da região hilar do ovário, ela tem células que produzem androgênios (hormônios masculinos) em pequena quantidade.
Os ovários são constituídos por duas zonas: 
- a zona medular, mais interna, composta por um tecido com numerosos vasos sanguíneos e nervos;
- a zona cortical, mais superficial, com folículos ovarianos em diferentes estágios de desenvolvimento, sendo cada um deles constituído por uma célula da linha germinativa, rodeada por uma ou mais camadas de células foliculares, nutrindo e protegendo a célula germinativa.

### Medular do ovário
A região medular do ovário tem um tecido conjuntivo frouxo, rico em vasos e nervos. Essa região possui uma quantidade razoável de fibras colágenas, e uma pequena quantidade de fibras elásticas que amarram os tecidos.
Existem  também células que produzem estrogênio, formando um corpo difuso de produção de estrogênio.

#### Cortical do ovário
Tem uma cobertura que é a túnica albugínea, que é tão pequena se comparada com a albugínea de testículo que é chamada de falsa albugínea.
Por fora tem o epitélio germinativo, tem esse nome porque se pensava que ele originava os ovócitos. Mas não é verdade, esse epitélio não origina os ovócitos. O epitélio germinativo é cúbico.
Dentro estão os folículos. Se estivesse no embrião, teria os folículos primordiais. Depois vêm os folículos primários. Alguns livros misturam as palavras primário e primordial. Mas a verdade é que o folículo primordial só existe no ovário de um embrião.
O folículo primário vai crescer e formar um folículo maduro. Esse folículo maduro vai liberar o seu ovócito.
O folículo primordial tem lá dentro o ovócito, que é a ovogônia no embrião. Depois vem células pavimentosas. Todas essas formam o folículo primordial. Depois, as células pavimentosas ou foliculares pavimentosas começam a ficar cúbicas, com uma única camada. Esse folículo é chamado folículo primário unilaminar.
Depois essa única camada dá origem a muitas camadas: o folículo é chamado primário multilaminar.
Em seguida, aparece dentro do folículo buracos ou antros. Células começam a produzir um líquido que vai separando as células entre si e daqui a pouco vão formar vacúolos que se juntam e formam um único vacúolo. Esse folículo é chamado de antral ou secundário. O folículo maduro é chamado folículo de Graaf. Esse folículo tem uma grande cavidade e o ovócito envolto por células.
No folículo primordial era apenas o ovócito e algumas células. No primário unilaminar, a camada pavimentosa vira cúbica e já aparece um conjuntivo em volta organizando a teca folicular.
A teca vai se organizando e no folículo secundário, existirá uma teca rica em células e outra rica em fibras. A teca interna é celular e a teca  externa é fibrosa. No folículo maduro existe a teca interna de conjuntivo frouxo, rico em vasos, e a teca externa, que é absolutamente fibrosa e resistente, formando uma carapaça. A cada ciclo centenas de folículos primordiais ou primários começam a se multiplicar. Muitos vão sofrendo atresia, ou seja, vão se destruindo. E apenas um chega a madurez lá pela metade do ciclo.
O folículo primário é um folículo microscópico. O folículo maduro chega a dois centímetros no ovário, que tem no máximo 4cm  de largura. Ele fica maior do que a espessura da cortical. O folículo maduro fica então prolabado, ultrapassando a dimensão da cortical.
Há um estroma ovariano no meio e as células foliculares em volta. O ovócito tem núcleo e citoplasma. As células do estroma são as células do parênquima de folículos. A mulher a vida inteira tem folículos primordiais até a menopausa. A diferença do homem para a mulher é que o homem já nasce com espermatozoides e a cada vez que o homem vai usar a espermatogônia para transformar em espermatozoide o homem multiplica seus espermatozoides e gasta o fator de multiplicação e produz espermatozoides. No final da vida, o homem começa a gastar espermatozoide sem multiplicá-los e acaba. A mulher vai gastando seus folículos primários até que chega na menopausa, quando não há mais folículos. Aquela menina que teve poucos ciclos menstruais, é portadora de muitos folículos primários.
O folículo em crescimento tem várias camadas. Uma membrana glicoproteica muito importante é formada, a zona pelúcida.
Todo o estroma que produz estrogênio é chamado corpo hormonal do ovário. As células foliculares produzem estrogênio, mas as células do estroma também produzem estrogênio.
O folículo em crescimento é bem maior porque nele vão aparecer os vacúolos hídricos. 
O folículo maduro tem uma teca externa e uma teca interna. A cavidade folicular começa a  ser preenchida por líquido. À medida que a cavidade vai ficando hipertensa, os espaços antrais vão se juntar para formar uma grande cavidade. Nesse momento, vão estar reunidas algumas células em torno do folículo, células estas chamadas de células da corona radiata. Em um ponto do folículo, o ovócito vai estar preso às células foliculares por um acúmulo de células. Essa região prende o ovócito até o momento em que ele se solta. Essa região é chamada cumulus oophorus.
Nesse momento, o ovócito já é ovócito II. A cavidade folicular preenchida por líquido aumenta. A ruptura do folículo ocorre quando o ovócito se separa do cumulus oophorus e fica solto na cavidade folicular. O folículo é maior do que a parede cortical. Se a pressão aumentar e a teca for comprimida, de um lado existe a resistência do ovário. Se estiver havendo pressão, a teca interna rica em vasos vai ser espremida e não passará sangue por esses vasos. A teca externa é rica em fibras, e é nutrida pelos vasos da teca interna. Se não há passagem de sangue, a teca externa também será comprimida e acontecerá hipóxia. A teca externa será necrosada e romperá. O líquido que está sobre pressão junto com o  ovócito e as células da corona radiata formam um vulcão e são expelidos.
Depois da expulsão do ovócito restam a teca externa, teca interna e células foliculares. Quando o cumulus oophorus arrebenta, a membrana pelúcida, o ovócito e células foliculares ou células granulares do folículo vão cair na cavidade folicular.

### Ovulação
Os hormônios da hipófise, o LH e o FSH (eles estimulam as células dos ovários a produzir seu próprio hormônio, o estrógeno). A cada mês, esses hormônios provocam o amadurecimento de um ovócito dos ovários. Esse amadurecimento dura cerca de 12 a 14 dias. O ovócito, então, amadurece e rompe o folícolo, estrutura parecida a uma vesícula ou a uma minuscula bolha na superfície do ovário. Esse fenômeno chama-se ovulação e acontece muito próximo às franjas da tuba uterina.
Quando acontece a ovulação, o ovócito sai. O folículo maduro que restou dele será chamado corpo lúteo. Inicialmente fica um hematoma, um coágulo central dentro dele, em volta as células foliculares e da teca. As células da teca e as células foliculares vão exercer influência em um hormônio que é o LH (hormônio luteinizante). Esse hormônio vai luteinizar essas células e as células foliculares agora serão chamadas de células granulosas luteínicas. As células da teca serão chamadas células tecoluteínicas. As células granulosas luteínicas crescem tanto, que o hematoma do corpo lúteo ou corpo vermelho irá desaparecer. O corpo lúteo tem um grande aumento, as células se enchem de grãos de luteína. As células ficam então granuladas. O corpo lúteo vai existir até um determinado momento. A luteína aparece em função do hormônio luteinizante. Se não houver gravidez, esse hormônio para de ser produzido pela hipófise.
A anovulação, isto é, a ausência de ovulação quando esta deveria estar presente, pode indicar graves endocrinopatias, sendo a mais relevante a síndrome do ovário policístico (SOP).